# Acura
Acura est la marque haut de gamme de la firme japonaise Honda créée en 1986 et utilisée aux États-Unis, au Canada, au Mexique, à Hong Kong, en Chine depuis 2006, en Russie depuis 2014 et au Koweït depuis 2015. Ces produits visent les secteurs des automobiles de milieu et de haut de gamme. Le projet de Honda d'introduire la marque sur son marché intérieur japonais en 2008 est finalement suspendu, pour des motifs économiques, en premier lieu de la crise financière mondiale de 2007-2008.
Acura est considérée comme la première marque de voitures japonaises de luxe hors du marché nippon ; Auparavant les voitures japonaises étaient surtout perçues comme économiques et fiables. Sur le marché nord-américain, elle concurrence autant les marques de luxe locales Cadillac, Chrysler, Buick et Lincoln, que germaniques  Audi, BMW et Mercedes, ou encore japonaises Lexus et Infiniti.
En 2016, au Salon de Détroit, Acura présente un concept de coupé à quatre places nommé Precision Concept, qui préfigure la prochaine identité stylistique des futurs modèles d'Acura.

## Modèles

### Anciens
- Integra : berline ou coupé, version US de la Honda du même nom. Trois générations de 1986 à 2001. Remplacé par le RSX.
- RSX : Coupé. Une seule génération de 2002 à 2006.
- EL : Berline 4p. Deux générations de 1997 à 2005. Remplacée par la CSX. Uniquement vendue au Canada.
- Vigor : Berline 4p. Une seule génération de 1992 à 1994. Remplacée par la TL.
- Legend : Berline 4p. Deux générations de 1986 à 1995. Remplacée par la RL.
- CL : Coupé basé sur la Legend. Deux générations de 1997 à 1999 puis de 2001 à 2003.
- SLX : 1er 4X4 de la marque. Isuzu Trooper rebadgé. Une seule génération de 1996 à 1999.
- NSX : Coupé sportif vendu de 1991 à 2005. Vendu aussi en Europe et en Asie sous le logo de Honda. Nouveau modèle prévu en 2016.
- CSX : Berline 4 places. Une génération de 2006 à 2011.
- RL : Berline 4 places. Deux génération de 1996 à 2012.
- TSX : Berline 4 places, Honda Accord européenne et japonaise rebadgée. Deux générations depuis 2004.
- TL : Berline 4 places, Honda Accord US rebadgée. Quatre générations depuis 1996.
- ZDX : Multisegment (Crossover), concurrent du BMW X6, lancé fin 2009.

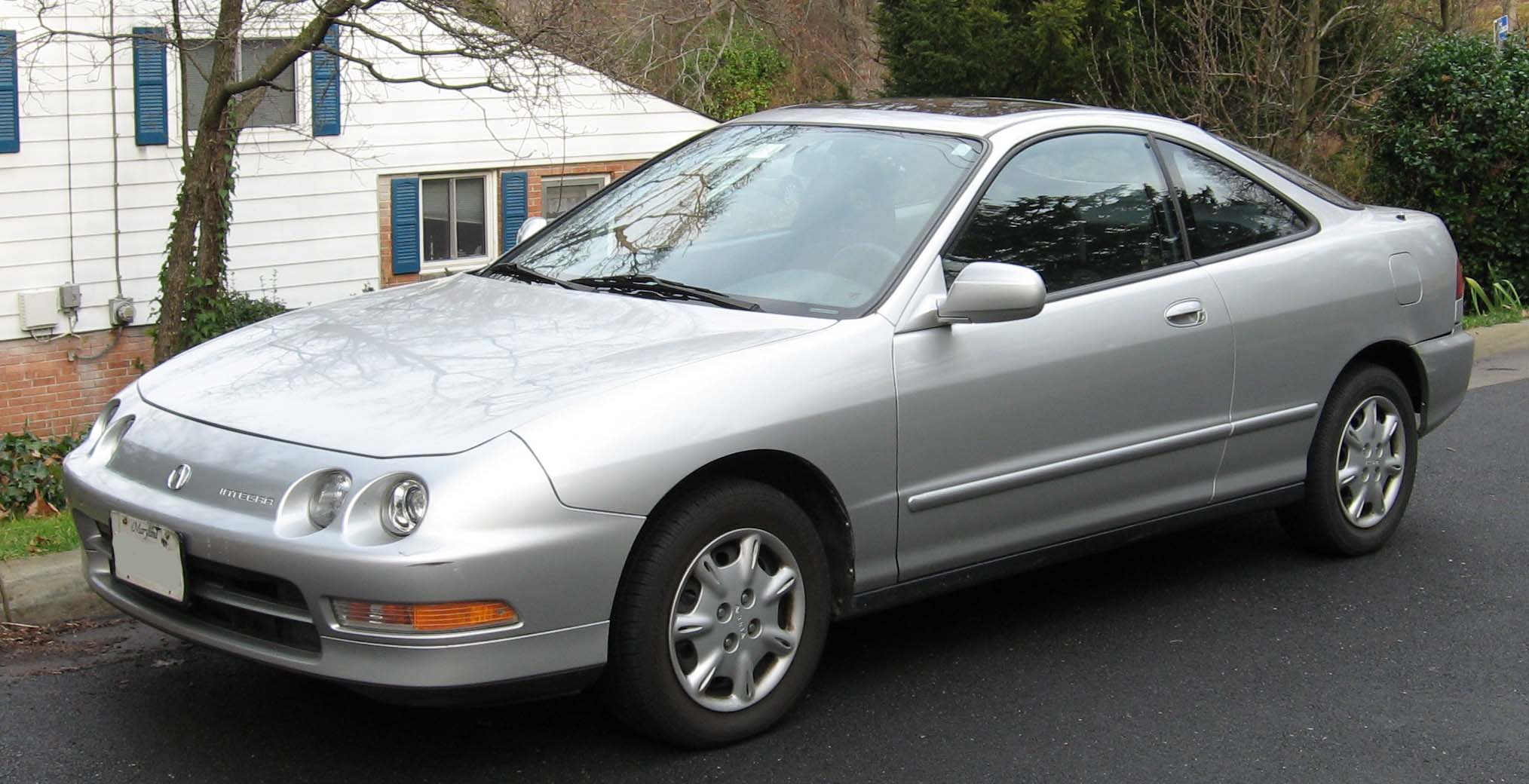
Integra 3e génération.
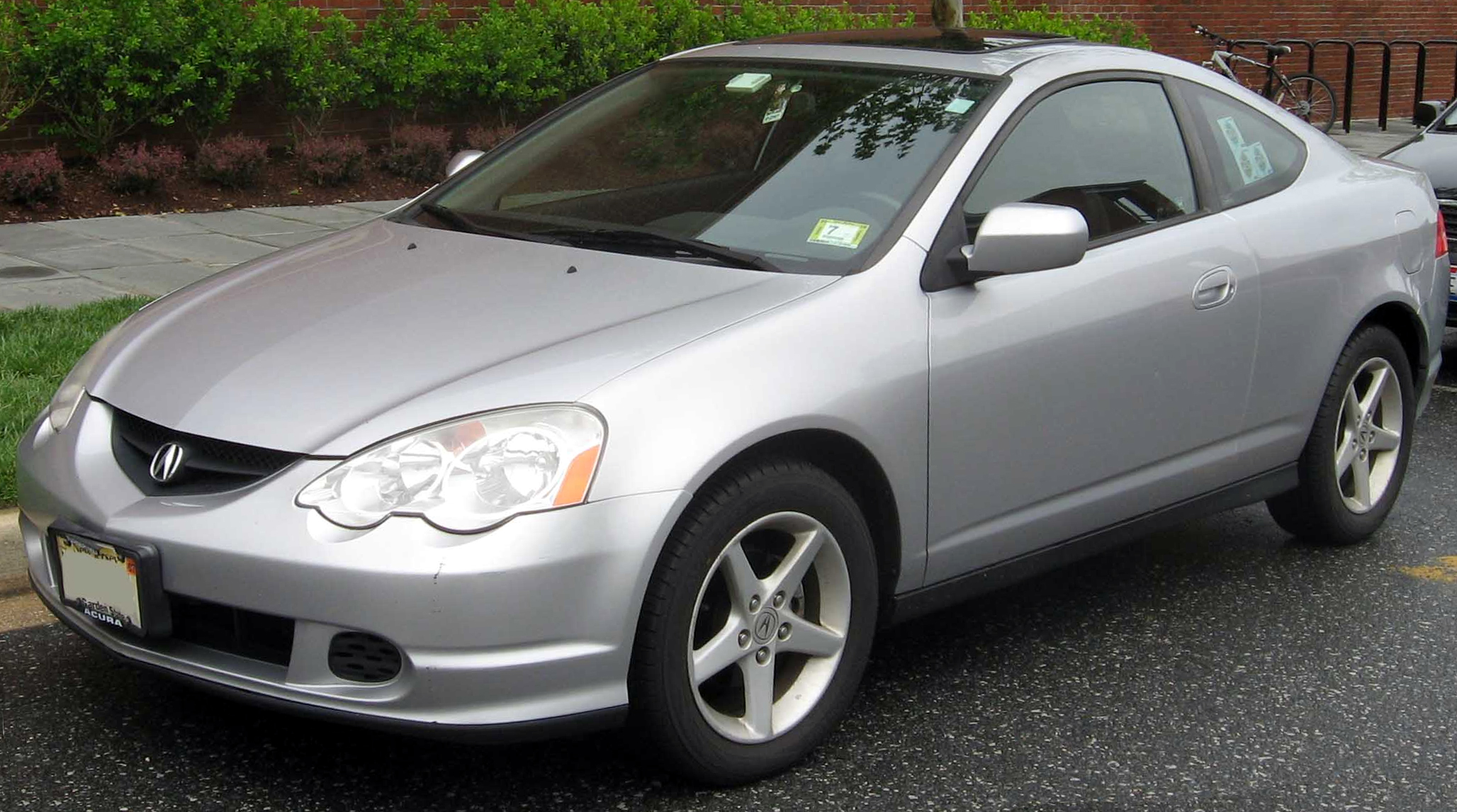
RSX.
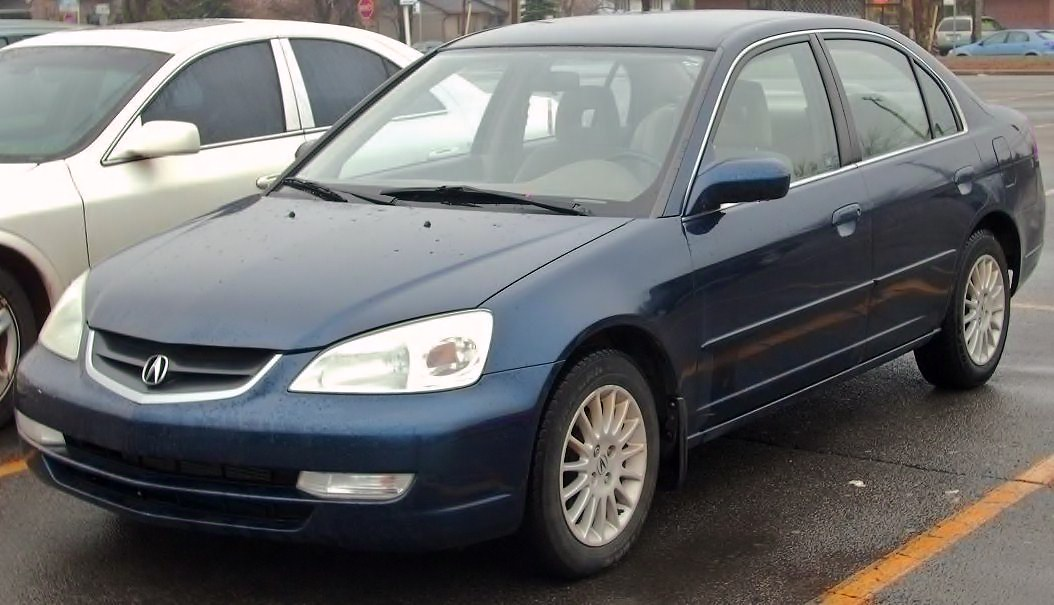
EL 2e génération.
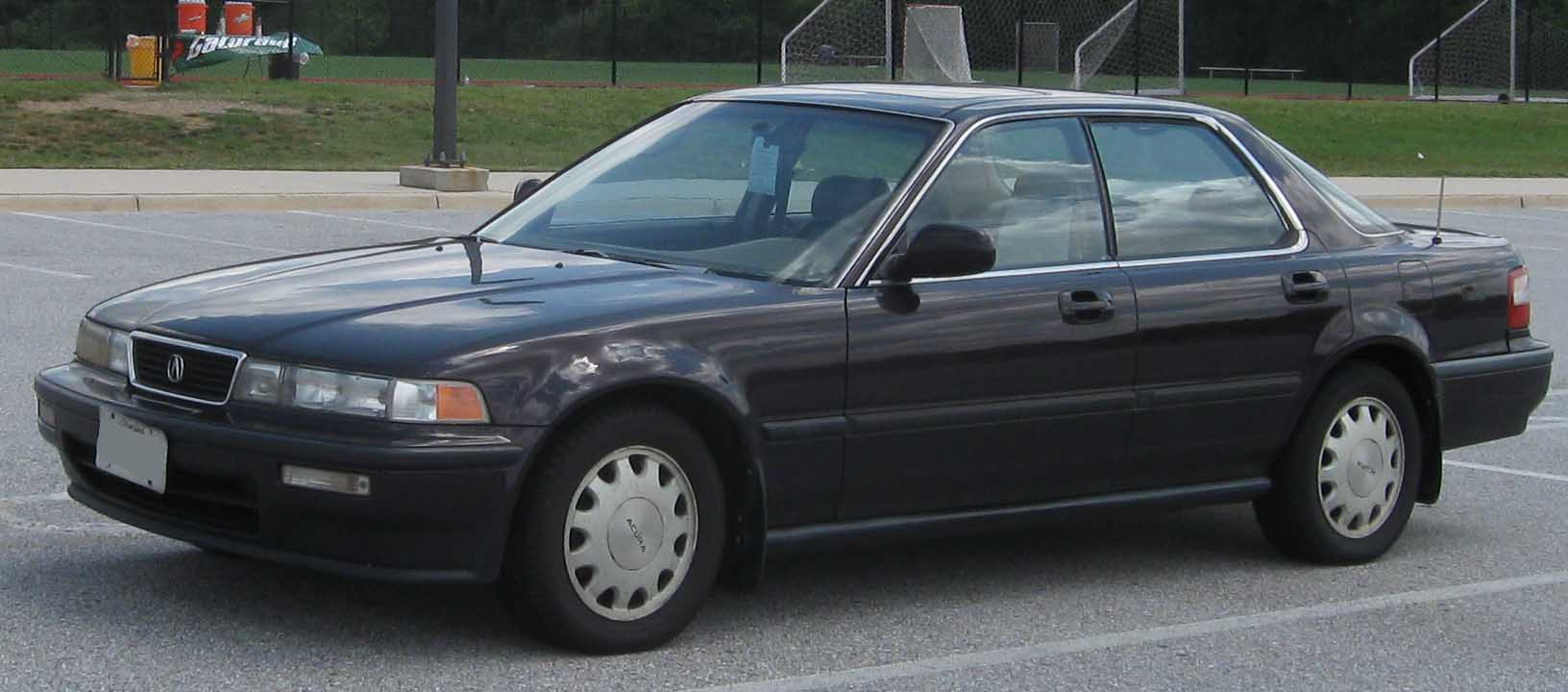
Vigor.
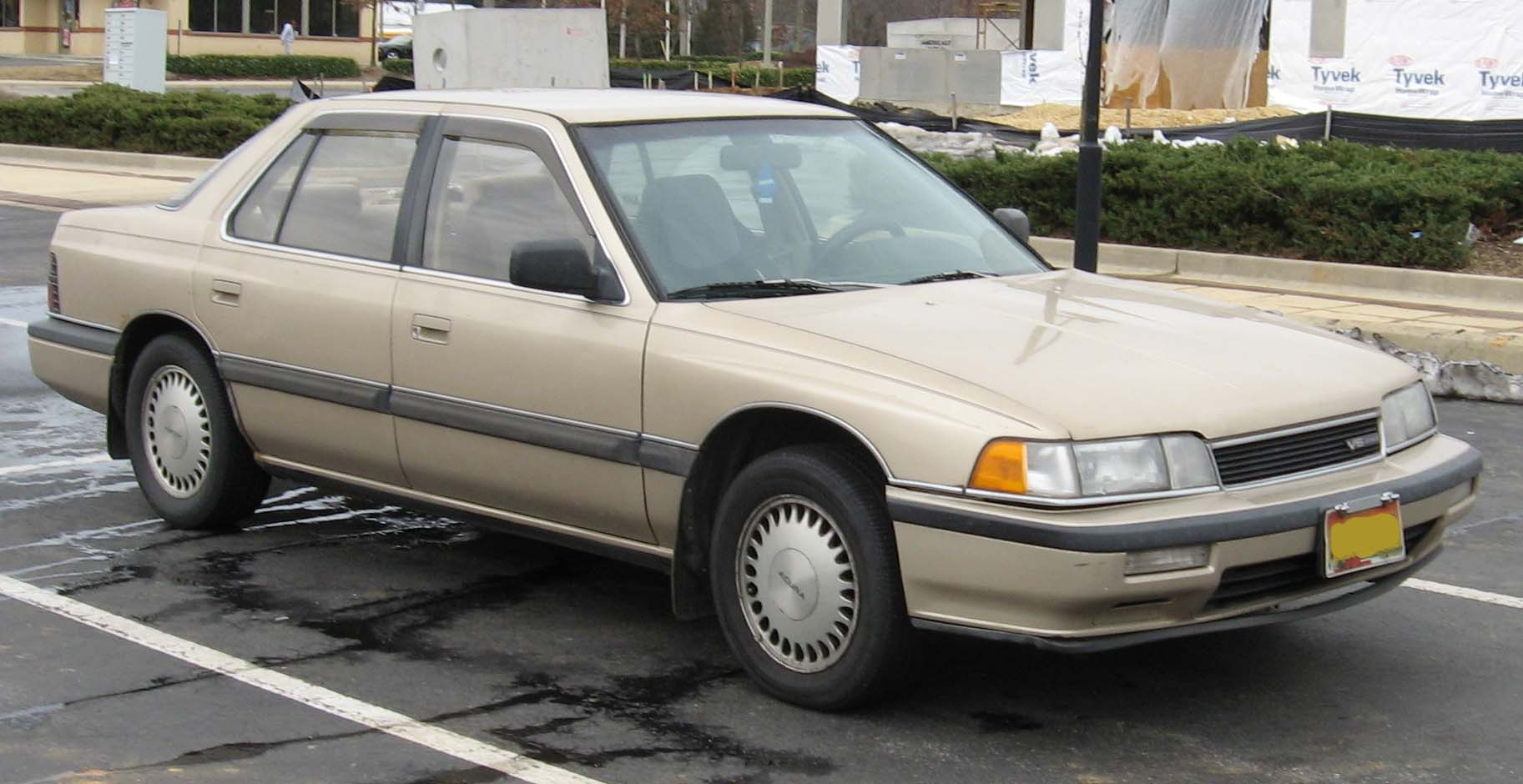
Legend 1re génération.
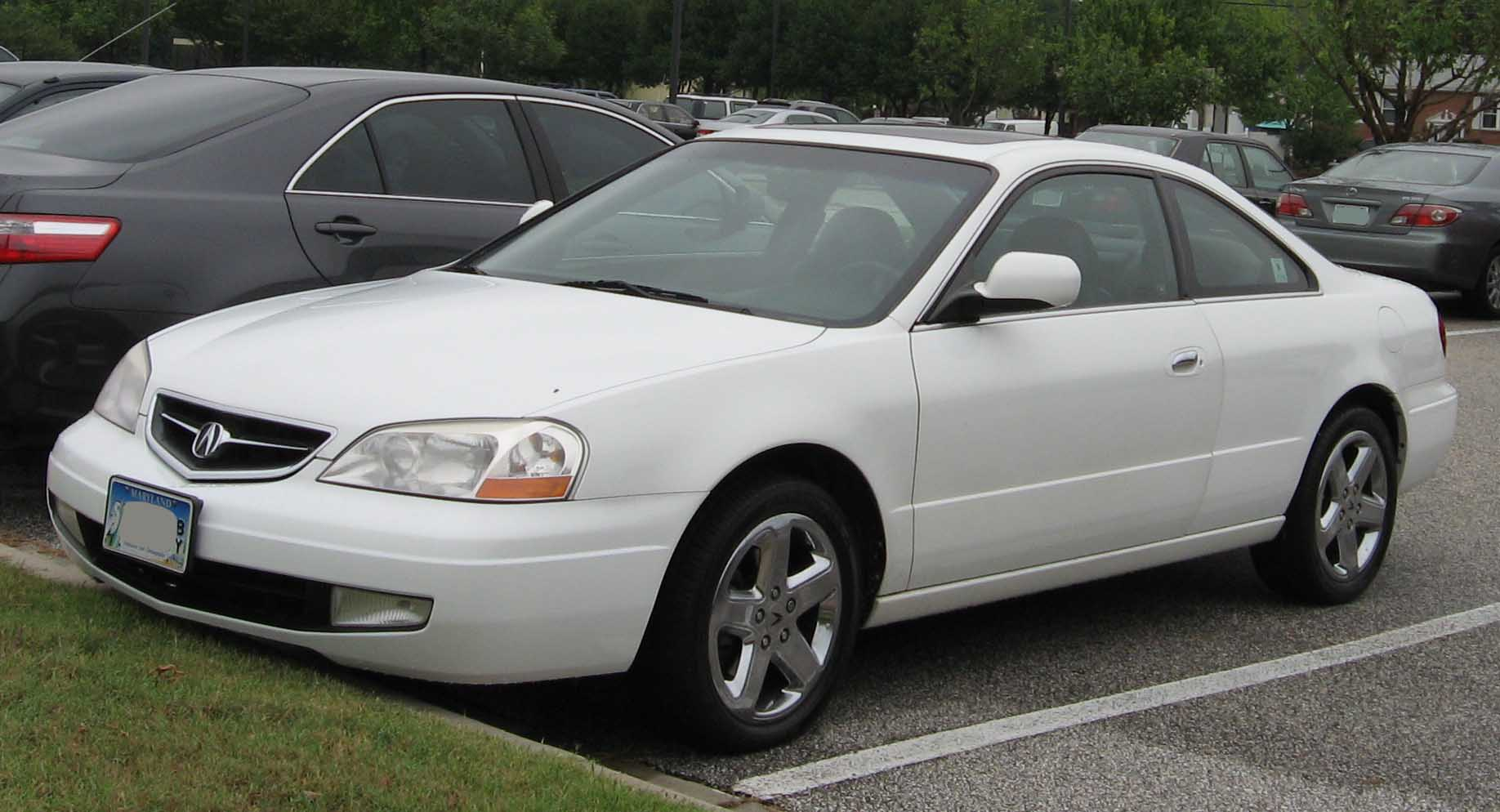
CL 2e génération.
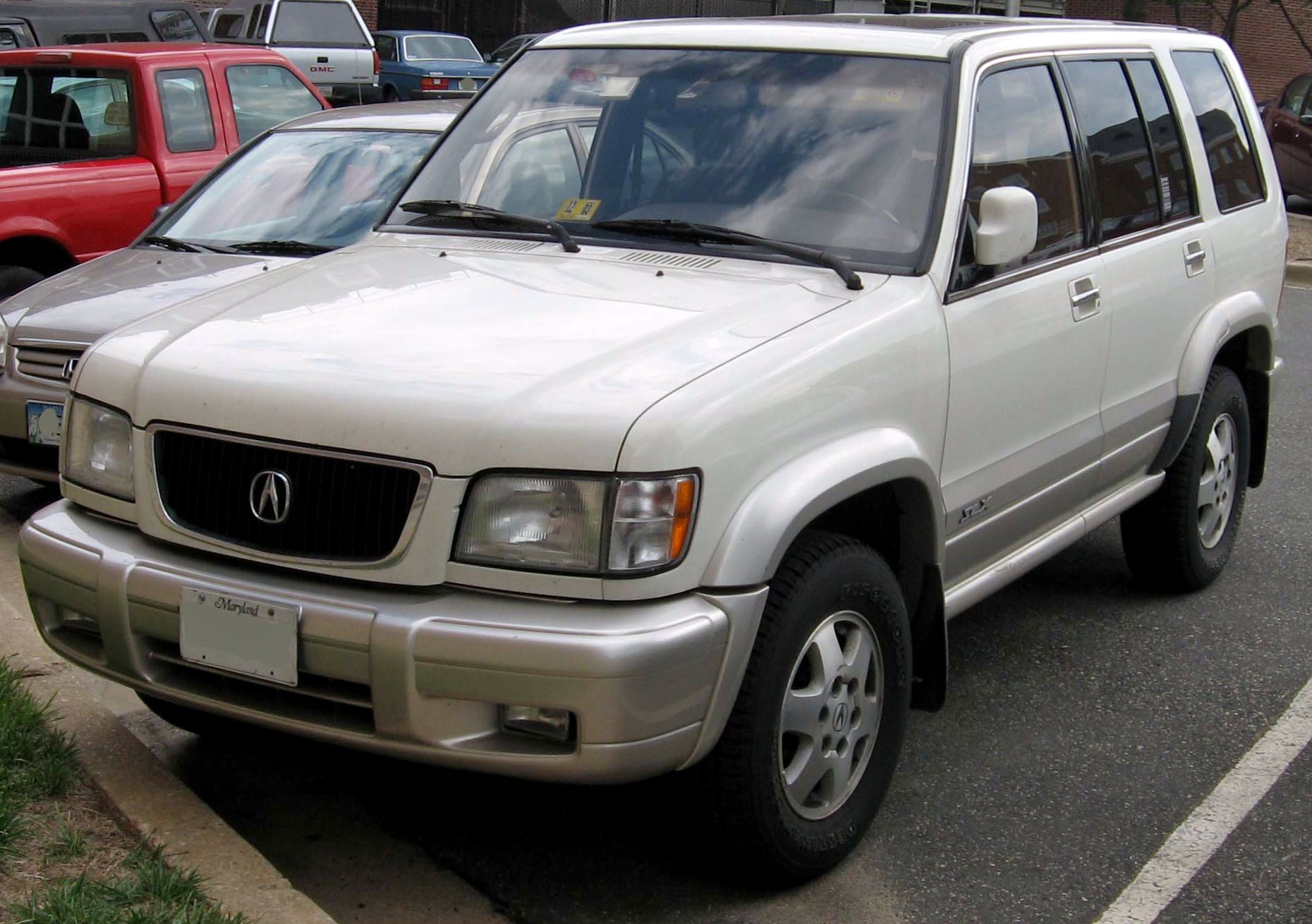
SLX.
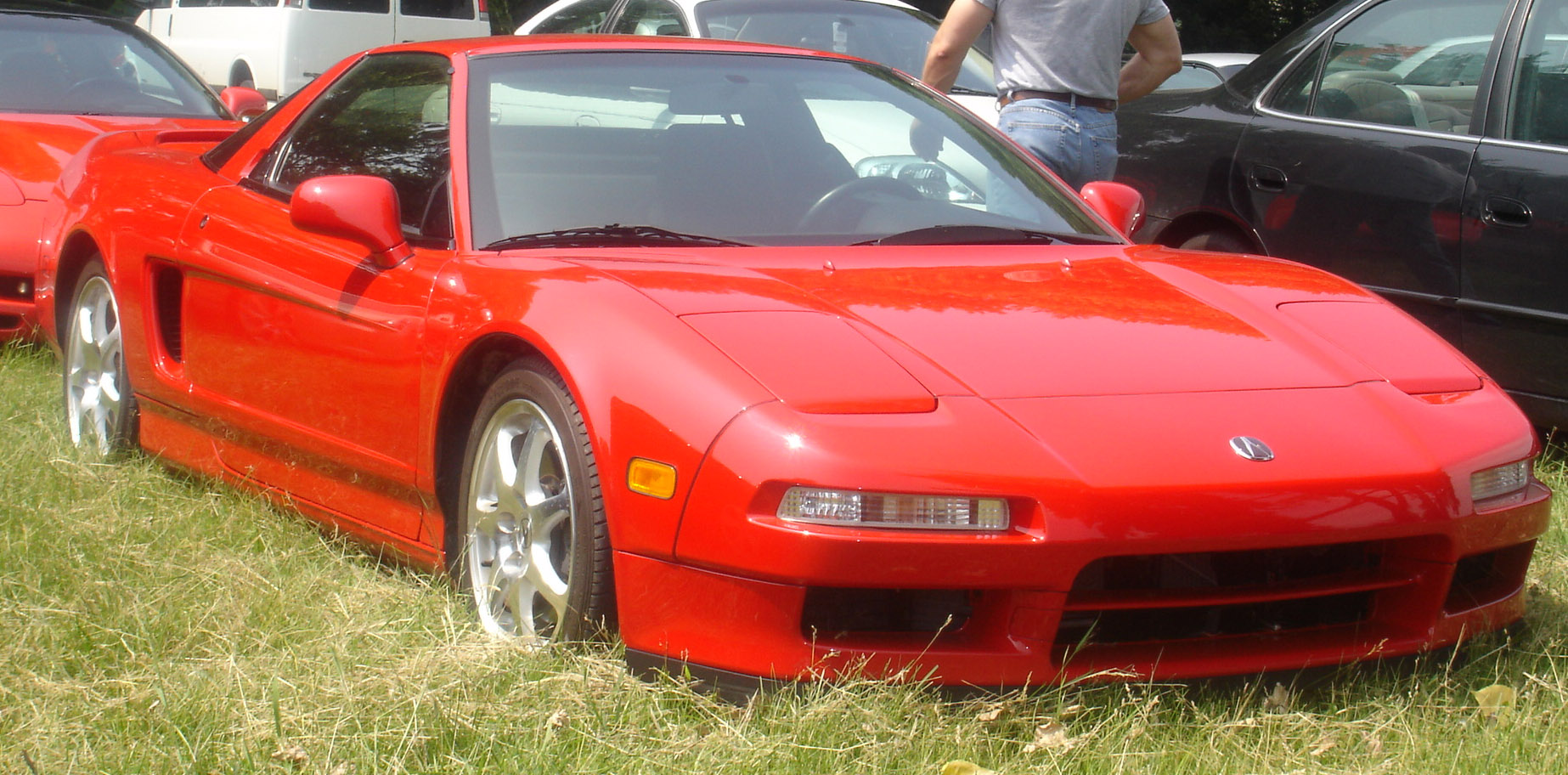
NSX.

### Actuels
- ILX : Berline 4 places. Première génération vendue depuis 2013.
- TLX : Berline 4 places.
- RLX : Berline 4 places. Modèle porte-étendard haut de gamme chez Acura. Première génération depuis 2013.
- CDX : SUV. Modèle créé exclusivement pour la Chine
- RDX : SUV. Deux générations depuis 2007.
- MDX : SUV. Trois générations depuis 2001.
- NSX : Voiture sportive de prestige. Deux générations depuis 1990.

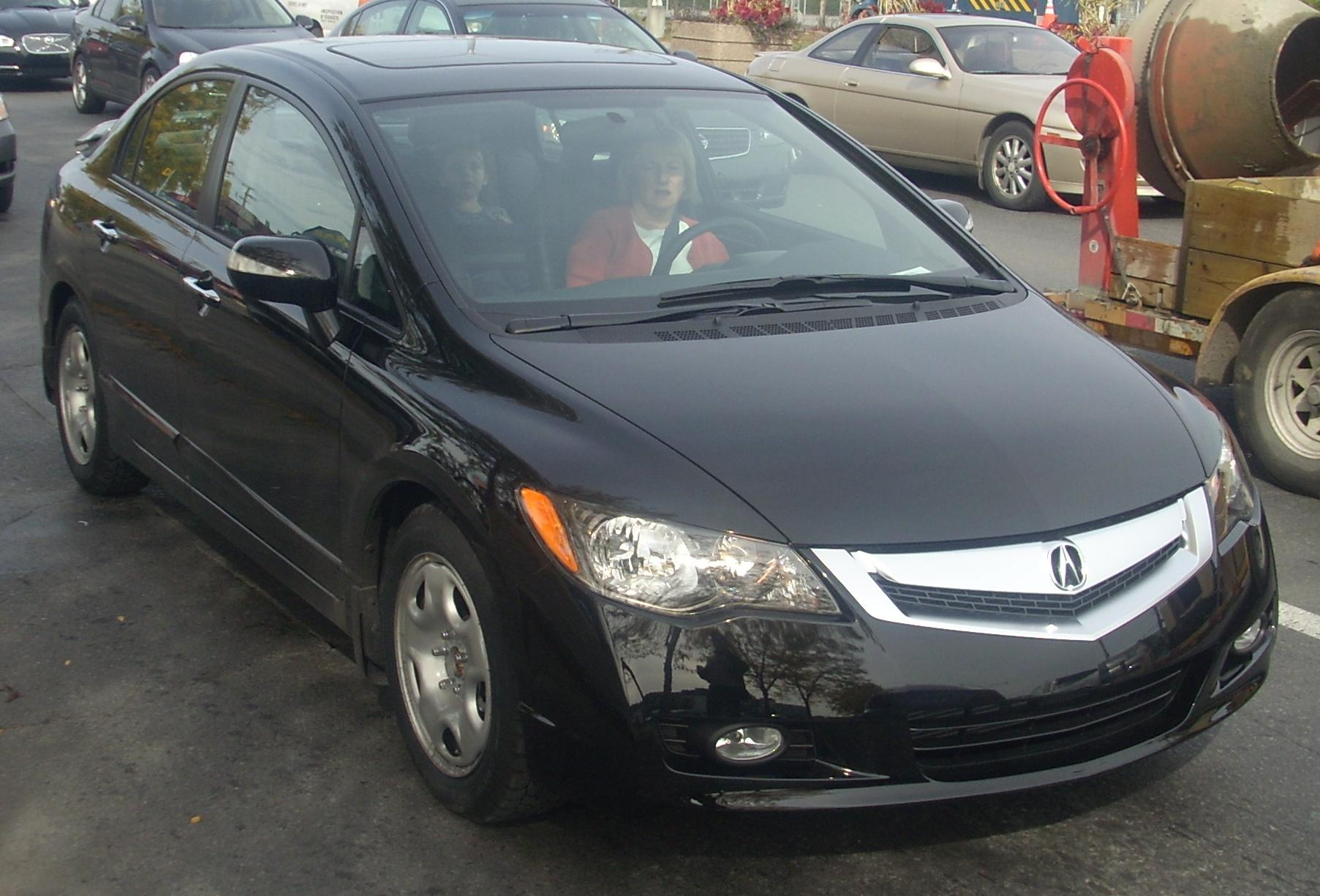
CSX phase 2.
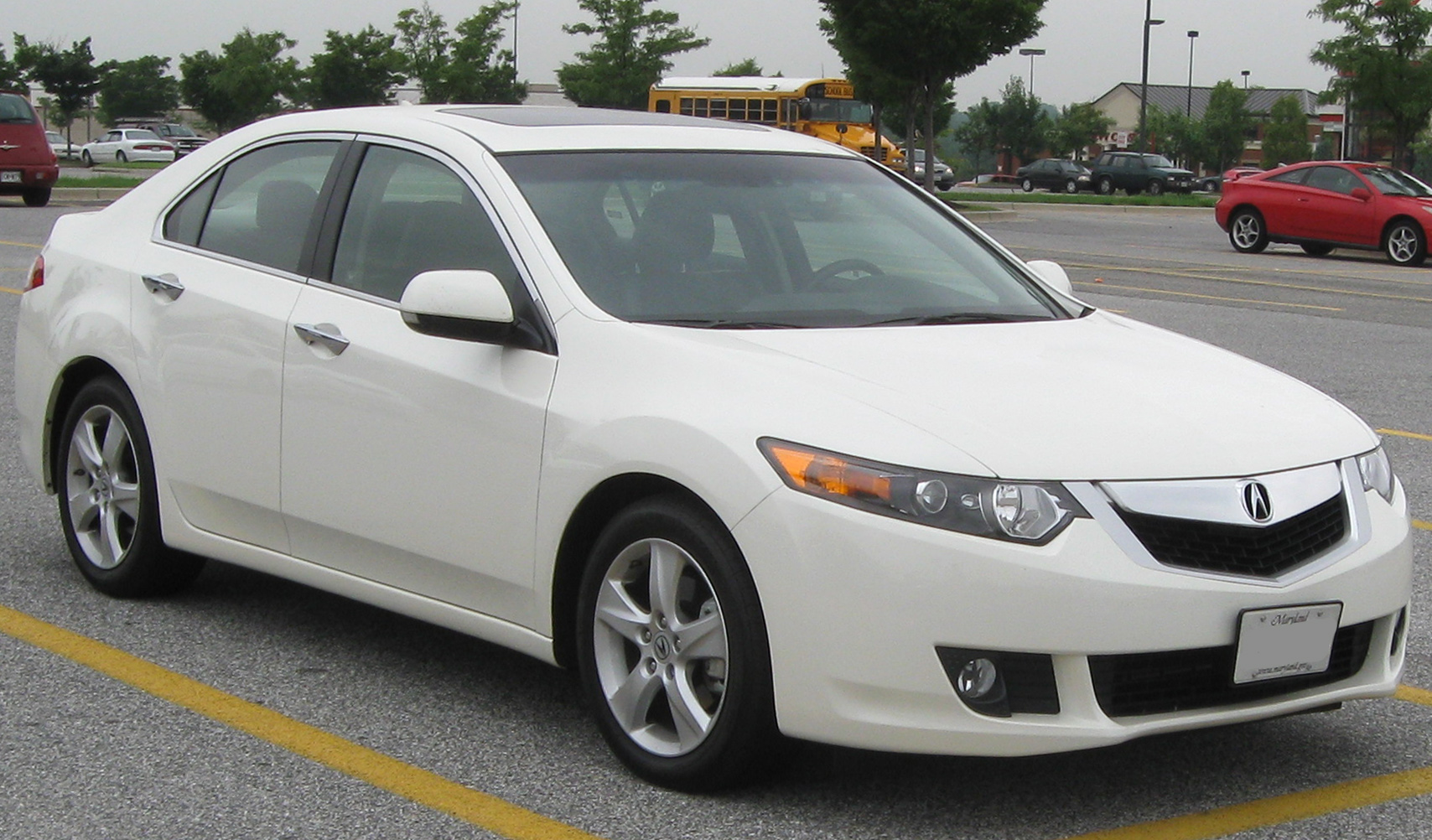
TSX 2e génération.
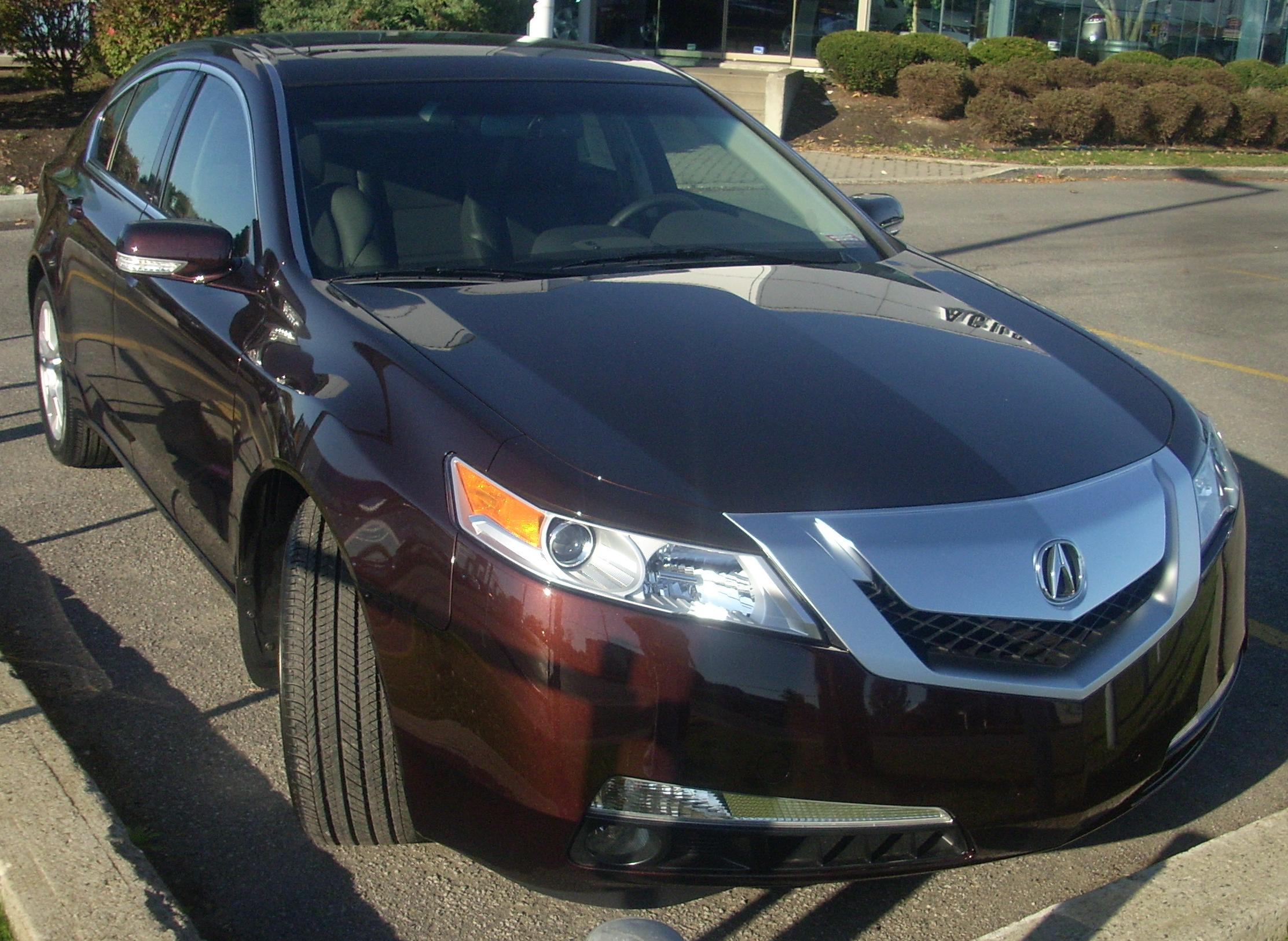
TL 4e génération.
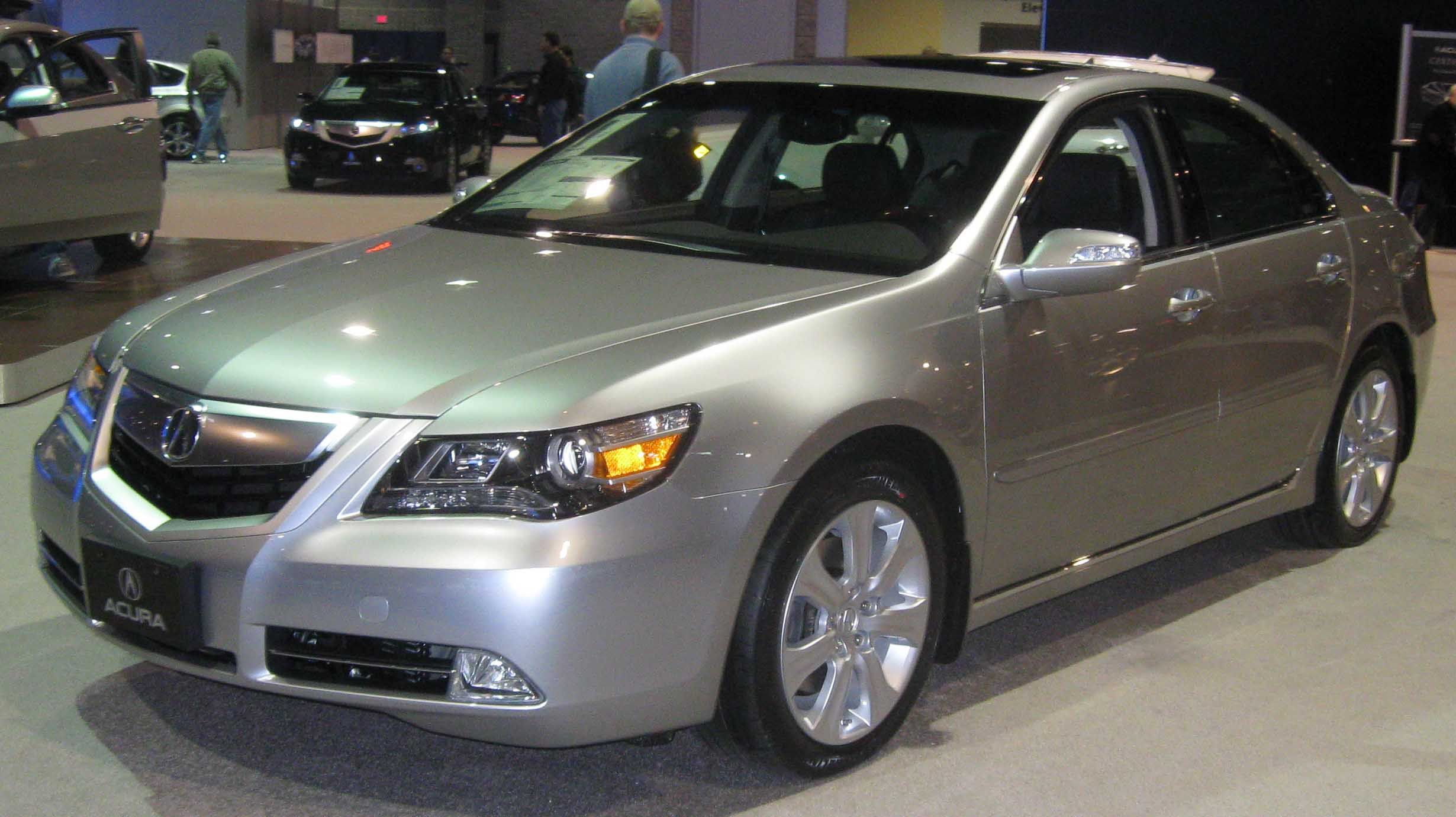
RL II phase 2.
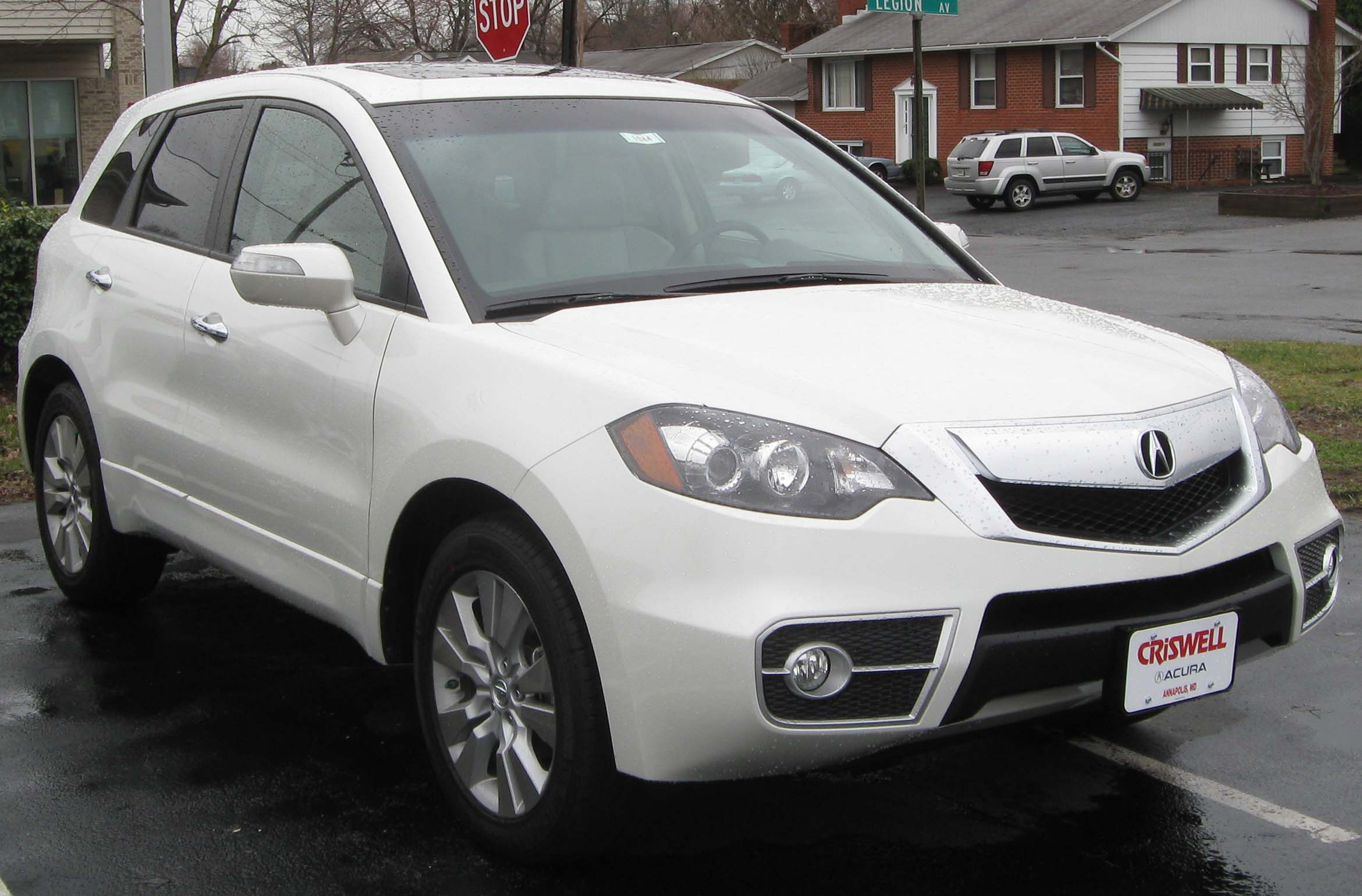
RDX.
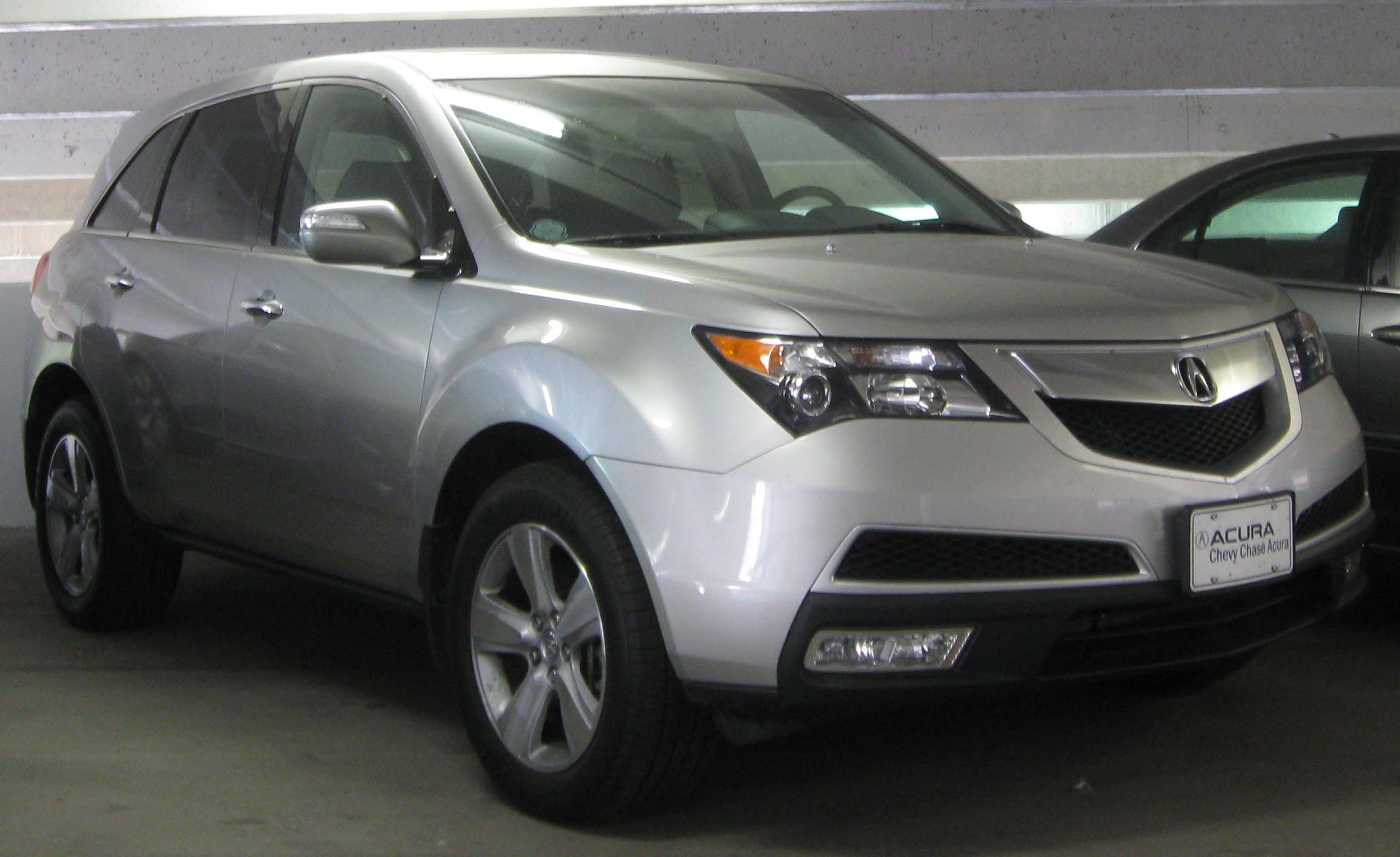
MDX 2e génération.
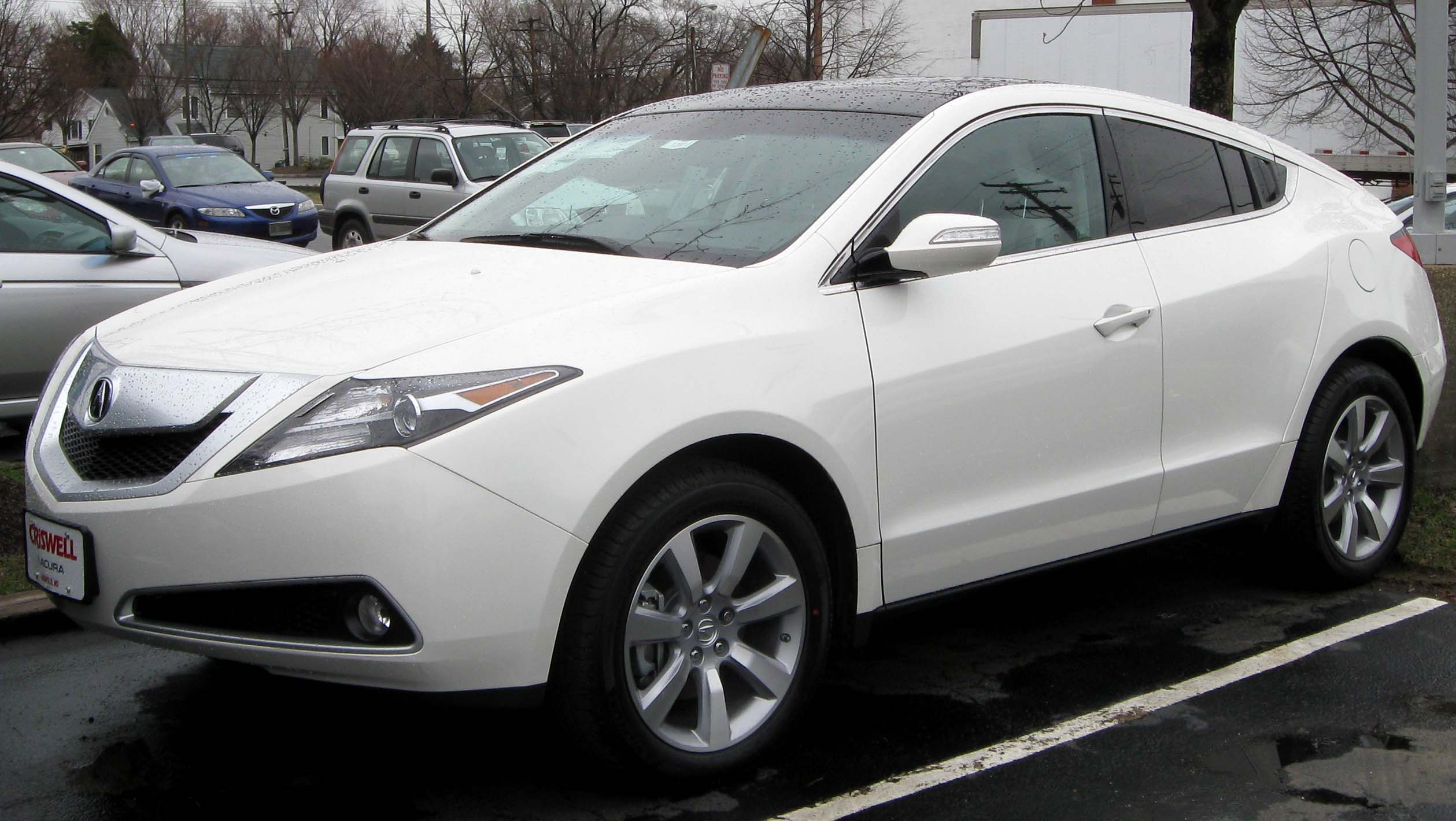
ZDX.

### Concept cars
- Acura Precision EV Concept, présenté en marge du Concours d'élégance de Peeble Beach 2022[3].

## Ventes
| Année | Ventes États-Unis | Diff.    | Ventes Canada    | Diff.   | Ventes Amérique du Nord | Diff.    |
| ----- | ----------------- | -------- | ---------------- | ------- | ----------------------- | -------- |
| 1986  | 52 869            |          |                  |         | 52 869                  |          |
| 1987  | 109 470           | +107,1 % | 6 027            |         | 115 497                 | +118,5 % |
| 1988  | 128 238           | +17,1 %  | 8 711            | +44,5 % | 136 949                 | +18,6 %  |
| 1989  | 142 061           | +10,8 %  | 10 422           | +19,6 % | 152 483                 | +11,3 %  |
| 1990  | 138 384           | -2,6 %   | 12 851           | +23,3 % | 151 235                 | -0,8 %   |
| 1991  | 143 708           | +3,8 %   | 15 680           | +22 %   | 159 388                 | +5,4 %   |
| 1992  | 120 100           | -16,4 %  | 13 476           | -14,1 % | 133 576                 | -16,2 %  |
| 1993  | 108 291           | -9,8 %   | 10 368           | -23,1 % | 118 659                 | -11,2 %  |
| 1994  | 112 137           | +3,6 %   | 9 982            | -3,7 %  | 122 119                 | +2,9 %   |
| 1995  | 97 351            | -13,2 %  | 8 923            | -10,6 % | 106 274                 | -13 %    |
| 1996  | 108 008           | +10,9 %  | 11 693           | +31 %   | 119 701                 | +12,6 %  |
| 1997  | 108 143           | +0,1 %   | 16 854           | +44,1 % | 124 997                 | +4,4 %   |
| 1998  | 110 392           | +2,1 %   | 16 823           | -0,2 %  | 127 215                 | +1,8 %   |
| 1999  | 118 006           | +6,9 %   | 20 151           | +19,8 % | 138 157                 | +8,6 %   |
| 2000  | 142 681           | +20,9 %  | 20 154           | =       | 162 835                 | +17,9 %  |
| 2001  | 170 469           | +19,5 %  | 25 682           | +27,4 % | 196 151                 | +20,5 %  |
| 2002  | 165 552           | -2,9 %   | 25 233           | -1,7 %  | 190 785                 | -2,7 %   |
| 2003  | 170 918           | +3,2 %   | 22 923           | -9,2 %  | 193 841                 | +1,6 %   |
| 2004  | 198 919           | +16,4 %  | 22 543           | -1,7 %  | 221 462                 | +14,2 %  |
| 2005  | 209 610           | +5,4 %   | 21 595           | -4,2 %  | 231 205                 | +4,4 %   |
| 2006  | 201 223           | -3,7 %   | 20 356           | -5,7 %  | 221 579                 | -4,2 %   |
| 2007  | 180 104           | -10,8 %  | NC               |         | 180 104                 |          |
| 2008  | 144 504           | -19,8 %  | 19 384           |         | 163 888                 |          |
| 2009  | 105 723           | -26,8 %  | NC               |         | 105 723                 |          |
| 2010  | 133 606           | +26,4 %  | 19 640           |         | 153 246                 |          |
| 2011  | 123 299           | -7,7 %   | NC               |         | 123 299                 |          |
| 2012  | 156 216           |          |                  |         | 156 216                 |          |
| 2013  |                   |          |                  |         |                         |          |
| 2014  |                   |          |                  |         |                         |          |
| 2015  |                   |          |                  |         |                         |          |
| 2016  |                   |          |                  |         |                         |          |
| 2017  |                   |          |                  |         | 174 901                 |          |
| 2018  |                   |          |                  |         |                         |          |
| 2019  | 157 385           |          |                  |         |                         |          |
| 2020  | 136 983           | -13%     |                  |         |                         |          |
| 2021  |                   |          |                  |         |                         |          |
| Total | 3 699 982         |          | 359 471 (22 ans) |         | 4 059 453               |          |

## Export
En dehors de l'Amérique du Nord très peu de pays vendent cette marque. Il y a eu en premier lieu le Mexique puis la Chine et depuis 2014 la Russie.